# SV Darmstadt 98/Saison 2022/23
Die Saison 2022/23 des SV Darmstadt 98 war die 125. Saison in der Vereinsgeschichte. In dieser Zweitligasaison 2022/23 traten die Lilien zum sechsten Mal in Folge in der 2. Bundesliga sowie im DFB-Pokal 2022/23 an.
Unter Cheftrainer Torsten Lieberknecht erreichte Darmstadt am Ende der Saison den 2. Tabellenplatz und erreichte im DFB-Pokal das Achtelfinale. Damit stieg der Verein nach 6-jähriger Abstinenz wieder in die 1. Bundesliga 2023/24 auf.
Die Umbau- und Modernisierungsmaßnahmen des Merck-Stadion am Böllenfalltor wurden zudem im Dezember 2022 abgeschlossen.

## Verlauf der Saison

### Personalveränderungen und Saisonvorbereitung
Der SV Darmstadt 98 hatte in der Saison zuvor die 2. Bundesliga auf dem vierten Platz beendet und somit nur knapp den Aufstieg in die erste Liga verpasst. Das Trainerteam blieb unverändert und wurde weiterhin von Torsten Lieberknecht angeführt, der damit in seine zweite Saison für die Südhessen ging. Auch Fabian Holland blieb Kapitän der Mannschaft. Stellvertretende Kapitäne wurden Tobias Kempe und Marcel Schuhen.
Personelle Abgänge gab es dadurch, dass der Leihspieler Luca Pfeiffer nach einem Jahr zu seinem Verein FC Midtjylland zurückkehrte. Zudem verließen Adrian Stanilewicz, Leon Müller, Till Streller und Lasse Sobiech den Verein, nachdem sich der Verein dazu entschlossen hatte, die auslaufenden Verträge nicht zu verlängern. Tim Skarke entschied sich seinen auslaufenden Vertrag nicht zu verlängern und wechselte zum Bundesligisten FC Union Berlin. Nemanja Celic (LASK) und Ersatztorhüter Morten Behrens (SV Waldhof Mannheim) wurden jeweils für ein Jahr an andere Vereine verliehen, um Spielpraxis zu sammeln. Jugendspieler Henry Crosthwaite wurde an den Regionalligisten FC-Astoria Walldorf verliehen, nachdem er kurz zuvor von seiner Leihe zum FC Rot-Weiß Koblenz zurückgekehrt war. Jungspieler John Sesay wurde an Rot-Weiß Koblenz verliehen, nachdem er in der vorherigen Saison drei Profieinsätze für die Lilien absolviert hatte. Zudem wurde der Jugend-Torwart Antonis Makatounakis an seinen vorherigen Verein OFI Kreta verliehen, nachdem er im Jahr zuvor unter anderem Reservetorwart der ersten Mannschaft war.
Als Neuzugänge wurden Yassin Ben Balla (FC Ingolstadt 04) und Torhüter Alexander Brunst (Vejle BK) vorgestellt. Oscar Vilhelmsson wurde als zweiter Spieler in der Vereinshistorie für mehr als eine Million Euro Ablöse vom IFK Göteborg verpflichtet. Ebenfalls wurde Magnus Warming per Leihe mit Kaufoption für ein Jahr vom FC Turin ausgeliehen. Beim Trainingslager zum Beginn der Saison in Herxheim-Hayna begleiteten die U19-Spieler Nico Baier, Philipp Sonn, Fabio Torsiello und Adriano Toch die Mannschaft. Die Testspiele zu Beginn der Saison gewann Darmstadt gegen die lokalen Vereine Rot-Weiß Darmstadt (0:7), SG Langstadt/Babenhausen (1:9) und den SC Viktoria Griesheim (0:8). Die Spiele gegen die Drittliga-Aufsteiger SV Elversberg und SpVgg Bayreuth endeten mit 1:1-Unentschieden und einem 4:1-Sieg.

### Hinrunde
Das erste Spiel der Saison fand auswärts gegen den SSV Jahn Regensburg statt. Bereits nach 17 Sekunden traf Joshua Mees für die Heimmannschaft und schließlich gelang Andreas Albers in der 67. Spielminute der Treffer zum 2:0-Heimerfolg für die Regensburger. Die Lilien spielten ab der 37. Spielminute in Unterzahl, nachdem Verteidiger Patric Pfeiffer bereits in der 3. Spielminute die erste gelbe Karte gesehen hatte. Im Spiel debütierten die Neuzugänge Magnus Warming und Oscar Vilhelmsson. Aufgrund einer längeren Verletzung des Innenverteidigers Thomas Isherwood entstand auf dieser Position eine Lücke, die am 20. Juli zur Verpflichtung von Christoph Zimmermann führte, der einen Vertrag bis 2025 unterschrieb. Das erste Heimspiel der Saison gewannen die Darmstädter mit 2:1 gegen den SV Sandhausen, wobei Braydon Manu und Marvin Mehlem für die Lilien trafen. Neuzugang Zimmermann wurde für den verletzten Clemens Riedel eingewechselt, zudem kam Yassin Ben Balla zu seinem ersten Pflichtspieleinsatz. Unter der Woche war Keanan Bennetts Traingsgast, zudem wurde aufgrund einer Corona-Erkrankung von Dimo Wache kurzzeitig Alexander Kunze als Torwart-Training engagiert.
In der ersten Runde des DFB-Pokals konnte sich der SVD mit 3:0 deutlich gegen den FC Ingolstadt 04 auswärts durchsetzen, wobei erstmals Magnus Warming ein Pflichtspieltreffer erzielte. Zudem debütierte die Junglilie Torsiello im DFB-Pokal im Alter von 17 Jahren. Das Auswärtsspiel in der zweiten Liga gegen Eintracht Braunschweig endete durch das erste Pflichtspieltor von Joker Vilhelmsson in der 86. Spielminute, nachdem zuvor der Elfmeter von Tietz durch Torwart Jasmin Fejzić gehalten wurde. In der nächsten Woche gewann Darmstadt durch zwei Tore von Tietz, einen Treffer von Mehlem und einen verwandelten Elfmeter von Kempe mit 4:0 gegen Hansa Rostock. Das Spiel beim Hamburger SV begann mit zwei frühen Toren durch Pfeiffer und Tietz, wurde jedoch durch eine gelb-rote Karte von Gjasula und zwei Hamburgern roten Karten nach unten gezogen. In der 87. Spielminute gelang es dem HSV mit 1:2 auszugleichen, jedoch konnte der Verein sich nicht zurück zu drei Punkten retten. Darmstadt stieg dadurch auf den zweiten Tabellenplatz auf und absolvierte damit den besten Ligastart der Zweitligahistorie. Das Heimspiel gegen den 1. FC Heidenheim endete mit 2:2. Dabei traf Ronstadt erstmals für die Südhessen, Manu steuerte den zweiten Treffer bei. Auch das nächste Heimspiel endete mit einem Unentschieden. Nachdem Manu bereits in der Anfangsphase für die Lilien treffen konnte, gelang Robin Hack in der Nachspielzeit der Ausgleich. Torsiello feierte dabei sein Zweitligadebüt, als er in der Nachspielzeit der Partie eingewechselt wurde.
Am 11. September 2022 reisten über 4.500 Fans des SV Darmstadt 98 zum Fritz-Walter-Stadion, der Heimstätte des 1. FC Kaiserslautern. Die Zuschauenden bekamen in der ersten Hälfte einen Elfmetertreffer von Kempe zu sehen, kurz nach der Pause folgte ein Tor von Tietz. In der 74. Spielminute gelang Lautern das 1:2, drei Minuten später folgte per Elfmeter der Ausgleich. In der 87. Spielminute traf Kenny Prince Redondo zum zweiten Mal in der Partie, in der Nachspielzeit konnte Seydel jedoch wieder auf 3:3 ausgleichen. Das Rivalenduell gegen den 1. FC Nürnberg am Bölle gewann der SV98 mit 2:0 durch Treffer des ehemaligen Nürnbergs-Spieler Kempe und Tietz. Während der Länderspielpause fand ein Testspiel beim SV Wehen Wiesbaden statt, dass mit 4:4 unentschiedenen endete. Dabei wurden die Tore für den SVD von Warming, zweimal Honsak und einem Eigentor der Wiesbadener erzielt. Das Auswärtsspiel beim SC Paderborn 07 gewannen die Südhessen mit 1:2. Nach einem frühen Rückstand, einem gehaltenen Elfmerer durch Schuhen, konnte die Mannschaft in der 10. Minute durch Manu ausgleichen und Müller trug in der 24. Spielminute mit seinem Debüttor zu den drei Punkten bei. Beim Spiel gegen Fortuna Düsseldorf wurde erstmals ein Teil der Haupttribüne für Zuschauer geöffnet, die einen 1:0-Heimsieg von Darmstadt 98 durch ein Kopfballtor von Patric Pfeiffer zu sehen bekamen. Das Auswärtsspiel beim Karlsruher SC gewann Darmstadt mit 1:2 durch Tore von Pfeiffer sowie Tietz und kletterte damit an die Tabellenspitze der 2. Liga. Das Pokalspiel unter der Woche gegen den Bundesligisten Borussia Mönchengladbach gewannen die Lilien am Böllenfalltor. Nach einem Treffer von Tietz folgte der Ausgleich nach der Pause durch Luca Netz. Der 2:1-Siegtreffer wurde vom eingewechselten Seydel gemacht, der kurz danach wieder verletzt vom Platz ging.
Aufgrund mehrerer verletzungsbedingter Ausfälle wurde eine Stunde vor dem Ligaspiel gegen Holstein Kiel die Verpflichtung des vereinslosen Spielers Keanan Bennetts bekannt gegeben, der bereits im Sommer als Trainingsgast aktiv war. Der Spieler, der zuletzt bei Mönchengladbach unter Vertrag stand, erhielt einen Vertrag bis zum Ende der Saison. Das Spiel gegen Kiel begann mit einem Rückstand, den Bader jedoch in der 72. Spielminute zum 1:1 ausgleichen konnte. Nachdem Torsiello ein Vertragsangebot der Darmstädter abgelehnt hatte, wurde er aus dem Profikader gestrichen. Das Auswärtsspiel gegen den FC St. Pauli endete mit einem 1:1, wobei Ronstadt traf. Nachdem Kempe einen Handelfmeter verschossen hatte, konnte Mehlem das Spiel gegen Hannover 96 mit einem Treffer noch zu einem Sieg umwenden. Die Hinrunde beendete der Verein mit einem 1:1 gegen die SpVgg Greuther Fürth durch ein frühes Tor von Karic. Damit ging Darmstadt 98 als Herbstmeister und in allen Heimspiele ungeschlagen in die WM-Winterpause. Mit 36 Punkten war es die beste Zweitliga-Hinrunde der Vereinsgeschichte und auch 16 Pflichtspiele in Folge ohne Niederlage sind Vereinsrekord.

### Rückrunde
Das Testspiel gegen Oberligisten SV Morlautern endete mit einem 3:0-Sieg durch Tore von Mehlem, Sonn und Bennetts. Während der WM-Pause verlängerte Gjasula seinen auslaufenden Vertrag bis 2024 sowie Kempe seinen auslaufenden Vertrag bis 2025. Das Spiel zur Stadioneröffnung gegen den Schweizer Verein BSC Young Boys beendeten die Lilien durch ein Doppelpack von Tietz mit einem Sieg. In der Winterpause beendete der Kapitän Holland seinen Vertrag vorzeitig bis 2025. Im Wintertrainingslager in Spanien waren die Jugendspieler Max Wendt, Nico Baier und Philipp Sonn ebenfalls Teil des Kaders, während Leipold in Deutschland blieb, da er am 10. Januar 2023 an den Regionalligisten Würzburger Kickers verliehen wurde. Das Testspiel gegen den SV Wehen Wiesbaden endete durch ein Tor von Manu mit einem 1:1-Unentschieden. Gegen den rumänischen Erstligisten CFR Cluj gewann Darmstadt durch ein Tor von Ronstadt. Das letzte Testspiel gegen den Schweizer Zweitliga-Tabellenführer FC Wil gewannen die Lilien durch ein Tor von Oscar Vilhelmsson.
Das erste Spiel der Rückrunde gegen Jahn Regensburg gewann Darmstadt durch Tore von Manu und Holland mit 2:0. Am letzten Tag des Transferfensters verpflichtete der SV98 den Stürmer Filip Stojilković vom Schweizer Verein FC Sion. Bereits am nächsten Spieltag gegen Sandhausen feierte er seinen Debüt, als er für Honsak eingewechselt wurde. Dieser hatte zuvor zwei Treffer erzielt, jeweils ein weiterer wurde von Vilhelmsson und Karic erzielt, sodass das Spiel mit 4:0 endete. Am 7. Februar 2023 fand im DFB-Pokal-Achtelfinale das Hessen-Derby gegen die Eintracht Frankfurt statt und endete mit der ersten Niederlage nach über einem halben Jahr für die Lilien. In der 6. Spielminute gelang Randal Kolo Muani bereits der erste Treffer, es folgten zwei Treffer von Honsak, bevor vor der Halbzeit Rafael Borré auf 2:2 ausgleichen konnte. Nach der Halbzeit traf Daichi Kamada, bevor in der letzten Spielminute Kolo Muani auf 4:2 für Frankreich erhöhte. In der Liga folgte die Eintracht aus Braunschweig, die per Manuel Wintzheimer nach Handelfmeter in Führung ging. In der 82. Spielminute erzielte Honsak den Ausgleich, bevor in der Nachspielzeit Tietz zum 2:1-Siegestor traf.
Das Auswärtsspiel in Rostock entschied Tietz per Freistoßtor. Beim Heimspiel gegen den Zweitplatzierten Hamburger SV ging Darmstadt bereits in der 4. Spielminute als Erstplatzierter durch einen Gegentreffer von Königsdörffer in den Rückstand. Der eingewechselte Stojilkovic konnte dies in der 81. Spielminute durch sein erstes Tor für den SVD ausgleichen und somit einen Punkt sichern. Das Auswärtsspiel gegen den Tabellendritten Heidenheim endete mit der ersten Niederlage der Rückrunde. Niklas Beste erzielte in der 89. Spielminute den 1:0-Siegtreffer für die Hausherren. Am 11. März gastierte Darmstadt in Bielefeld, wobei Honsak in der 54. Spielminute treffen konnte. Nachdem Manuel Prietl in der 72. Spielminute den Ausgleich erzielte, folgten in der Nachspielzeit zwei weitere Gegentreffer zu 3:1-Niederlage. Das Heimspiel gegen den 1. FC Kaiserslautern endete durch ein Stojilkovic-Doppelpack mit einem 2:0-Sieg. Das Testspiel während der Länderspielpause gegen den SV Sandhausen endete durch einen Treffer von Bader mit 1:1. Das Auswärtsspiel gegen Nürnberg endete durch ein Eigentor von Christopher Schindler nach einer Flanke von Bader mit einem 3-Punkte-Erfolg.
Es folgte ein Sieg gegen den SC Paderborn 07 (2:1), jedoch eine Niederlage gegen Fortuna Düsseldorf (0:1). Nach zwei weiteren Siegen gegen den Karlsruher SC (2:1) und Holstein Kiel (3:0) konnte die Mannschaft den vorzeitigen Aufstieg in die 1. Bundesliga bereits im nächsten Spiel festmachen, doch man unterlag erst dem FC St. Pauli (0:3) und dann auch Hannover 96 (1:2), womit man den sichergeglaubten Aufstieg wochenlang verschob. Am 19. Mai 2023 zum 33. Spieltag war es schließlich so weit, dass man mit dem dritten Matchball durch ein 1:0 gegen den 1. FC Magdeburg den vierten Bundesligaaufstieg der Vereinsgeschichte feiern konnte.
So ging es am letzten Spieltag, am 28. Mai 2023 gegen die SpVgg Greuther Fürth noch um die Meisterschaft in der 2. Fußball-Bundesliga 2022/23. Seit dem 15. Oktober 2024, also dem 12. Spieltag, lag Darmstadt durchgehend auf dem ersten Tabellenplatz. Und es hätte auch ein Unentschieden gegen Fürth zur Meisterschaft gereicht, doch durch eine 0:4-Niederlage wurde man in den Schlussmomenten der Saison vom 1. FC Heidenheim überholt, welcher von den Punkten gleichzog und mit einer besseren Tordifferenz die Meisterschale der 2. Bundesliga erhielt. Ein vorzeitiger Urlaubstrip der Mannschaft und des Trainerstabs nach dem feststehenden Aufstieg verbanden einige im Zusammenhang mit der Niederlage des darauffolgenden Fürth-Spiels und dahereingehend dem Verlust des ersten Platzes. Dass Vereinspräsident Rüdiger Fritsch dies mit den Worten „Scheiß auf die Kirsche, wir haben die ganze Torte“ kommentierte, wurde dabei ebenfalls mit geteilter Meinung aufgefasst und oft als Indikator mangelnder Disziplin gesehen, sowie vor allem bei Problemen in der Folgesaison immer wieder kritisch daraufhin zurückverwiesen. Doch mit dem Aufstieg in die 1. Bundesliga 2023/24 kehrten die Lilien nach 6-jähriger Abstinenz ins Oberhaus des deutschen Fußballs zurück.

## Personalien

### Sportliche Leitung und Vereinsführung
| Name                           | Funktion                                                   |
| Trainer- und Betreuerstab      | Trainer- und Betreuerstab                                  |
| ------------------------------ | ---------------------------------------------------------- |
| Torsten Lieberknecht           | Cheftrainer                                                |
| Ovid Hajou                     | Co-Trainer                                                 |
| Kai Peter Schmitz              | Co-Trainer                                                 |
| Dimo Wache                     | Torwarttrainer                                             |
| Alexander Kunze                | Torwarttrainer                                             |
| Carsten Wehlmann               | Sportlicher Leiter                                         |
| Michael Stegmayer              | Teammanager                                                |
| Christopher Busse              | Athletiktrainer                                            |
| Florian Bauer                  | Rehatrainer                                                |
| Dr. Ingo Schwinnen             | Mannschaftsärzte                                           |
| Dr. Alexander Lesch            | Mannschaftsärzte                                           |
| Dr. Philip Jessen              | Mannschaftsärzte                                           |
| Dirk Schmitt                   | Physiotherapeuten                                          |
| Sebastian Pommer               | Physiotherapeuten                                          |
| David Ackermann                | Physiotherapeuten                                          |
| Katrin Herbig                  | Physiotherapeuten                                          |
| Michael Richter                | Teambetreuer                                               |
| Matthias Neumann               | Teambetreuer                                               |
| Jonas Nietzel                  | Teambetreuer                                               |
| Dr. Mareike Großhauser         | Ernährungsberatung                                         |
| Präsidium                      |                                                            |
| Rüdiger Fritsch                | Präsident                                                  |
| Markus Pfitzner                | Vize-Präsident                                             |
| Volker Harr                    | Vize-Präsident                                             |
| Tom Eilers                     | Lizenzspielerbereich                                       |
| Anne Baumann                   | Finanzen                                                   |
| Wolfgang Arnold                | Amateurabteilungen, Infrastruktur, Logistik und Sicherheit |
| Uwe Kuhl                       | Sportliche Entwicklung und Nachwuchsleistungszentrum       |
| Geschäftsstelle                |                                                            |
| Michael Weilguny               | Kaufmännischer Geschäftsführer                             |
| Martin Kowalewski              | Geschäftsführer Marketing & Vertrieb                       |
| Daniel Wurtz                   | Leitung Finanzen, Controlling & Personal                   |
| Florian Holzbrecher            | Leitung Marketing & Events                                 |
| Sandro Sirigu (bis 18.10.2022) | Leitung Marketing & Events                                 |
| Jonas Duttine                  | Leitung Vertrieb                                           |
| Alexander Hein                 | Leitung Veranstaltung & Sicherheit                         |
| Jan Bergholz                   | Leitung Medien & PR                                        |
| Björn Kopper                   | Leiter Nachwuchsleistungszentrum                           |
| Tim Kuhl                       | Leitung Fussballschule & Organisation NLZ                  |
| Alexander Lehné                | Leitung Fanbetreuung                                       |

### Kader
| Kader Saison 2022/23 | Kader Saison 2022/23 | Kader Saison 2022/23 | Kader Saison 2022/23 | Kader Saison 2022/23 | Kader Saison 2022/23 | Kader Saison 2022/23 |
| Nr.                  | Spieler              | Nat.                 | Geburtsdatum         | vorheriger Verein    | Ligaspiele           | Ligatore             |
| Torhüter             | Torhüter             | Torhüter             | Torhüter             | Torhüter             | Torhüter             | Torhüter             |
| -------------------- | -------------------- | -------------------- | -------------------- | -------------------- | -------------------- | -------------------- |
| 01                   | Marcel Schuhen       | Deutschland          | 13.01.1993           | SV Sandhausen        | 32                   | 0                    |
| 21                   | Steve Kroll          | Deutschland          | 07.05.1997           | SpVgg Unterhaching   | 0                    | 0                    |
| 30                   | Alexander Brunst     | Deutschland          | 07.07.1995           | Vejle BK             | 3                    | 0                    |
| Abwehr               |                      |                      |                      |                      |                      |                      |
| 03                   | Thomas Isherwood     | Schweden             | 28.01.1998           | Östersunds FK        | 15                   | 0                    |
| 04                   | Christoph Zimmermann | Deutschland          | 12.01.1993           | Norwich City         | 31                   | 0                    |
| 05                   | Patric Pfeiffer      | Ghana                | 20.08.1999           | Hamburger SV         | 24                   | 4                    |
| 17                   | Frank Ronstadt       | Deutschland          | 21.07.1997           | Würzburger Kickers   | 23                   | 2                    |
| 19                   | Emir Karic           | Osterreich           | 09.06.1997           | SCR Altach           | 27                   | 2                    |
| 20                   | Jannik Müller        | Deutschland          | 18.01.1994           | DAC Dunajská Streda  | 27                   | 2                    |
| 26                   | Matthias Bader       | Deutschland          | 17.06.1997           | 1. FC Köln           | 26                   | 2                    |
| 32                   | Fabian Holland       | Deutschland          | 11.07.1990           | Hertha BSC           | 28                   | 1                    |
| 38                   | Clemens Riedel       | Deutschland          | 19.07.2003           | TSG Wieseck          | 19                   | 0                    |
| Mittelfeld           |                      |                      |                      |                      |                      |                      |
| 06                   | Marvin Mehlem        | Deutschland          | 11.09.1997           | Karlsruher SC        | 32                   | 3                    |
| 07                   | Braydon Manu         | Ghana                | 28.03.1997           | Hallescher FC        | 29                   | 8                    |
| 08                   | Fabian Schnellhardt  | Deutschland          | 12.01.1994           | MSV Duisburg         | 25                   | 0                    |
| 11                   | Tobias Kempe         | Deutschland          | 27.06.1989           | 1. FC Nürnberg       | 26                   | 3                    |
| 14                   | Magnus Warming       | Danemark             | 08.06.2000           | FC Turin             | 18                   | 0                    |
| 18                   | Mathias Honsak       | Osterreich           | 20.12.1996           | FC Red Bull Salzburg | 15                   | 4                    |
| 23                   | Klaus Gjasula        | Albanien             | 14.12.1989           | Hamburger SV         | 17                   | 0                    |
| 28                   | Yassin Ben Balla     | Frankreich           | 24.02.1996           | FC Ingolstadt 04     | 13                   | 0                    |
| 41                   | Philipp Sonn         | Deutschland          | 11.09.2004           | SG Arheilgen         | 0                    | 0                    |
| Angriff              |                      |                      |                      |                      |                      |                      |
| 09                   | Phillip Tietz        | Deutschland          | 09.07.1997           | SV Wehen Wiesbaden   | 34                   | 12                   |
| 16                   | Keanan Bennetts      | Deutschland          | 09.03.1999           | Borussia M'gladbach  | 15                   | 0                    |
| 22                   | Aaron Seydel         | Deutschland          | 07.02.1996           | 1. FSV Mainz 05      | 13                   | 1                    |
| 29                   | Oscar Vilhelmsson    | Schweden             | 02.10.2003           | IFK Göteborg         | 14                   | 2                    |
| 36                   | André Leipold        | Deutschland          | 12.11.2001           | Wacker Burghausen    | 4                    | 0                    |
| 40                   | Filip Stojilković    | Schweiz              | 04.01.2000           | FC Sion              | 15                   | 3                    |
| 42                   | Fabio Torsiello      | Deutschland          | 02.02.2005           | 1. FSV Mainz 05      | 4                    | 0                    |

### Transfers

#### Transfers Winter 2022/23
| Fabio Torsiello | SV Darmstadt 98 U19 |

| André Leipold | Würzburger Kickers a. |

#### Transfers Sommer 2022
| Yassin Ben Balla     | FC Ingolstadt 04         |
| Keanan Bennetts      | vereinslos               |
| Alexander Brunst     | Vejle BK                 |
| Henry Crosthwaite    | FC-Astoria Walldorf w.a. |
| Oscar Vilhelmsson    | IFK Göteborg             |
| Magnus Warming       | FC Turin a.              |
| Christoph Zimmermann | Norwich City             |

| Morten Behrens       | SV Waldhof Mannheim a. |
| Nemanja Celic        | LASK a.                |
| Henry Crosthwaite    | FC-Astoria Walldorf a. |
| Antonis Makatounakis | OFI Kreta a.           |
| Leon Müller          | FSV Frankfurt          |
| Luca Pfeiffer        | FC Midtjylland w.a.    |
| John Sesay           | FC Rot-Weiß Koblenz a. |
| Tim Skarke           | 1. FC Union Berlin     |
| Lasse Sobiech        | Stellenbosch FC        |
| Adrian Stanilewicz   | SC Fortuna Köln        |

## Spiele

### 2. Bundesliga
Die Tabelle listet alle Spiele des Vereins in der 2. Fußball-Bundesliga 2022/23 auf. Siege sind grün, Unentschieden sind gelb und Niederlagen sind rot hinterlegt.
| ST | Datum              | Gegner                 | Platz    | Ort                                       | Zuschauer | Ergebnis  | Tore |
| -- | ------------------ | ---------------------- | -------- | ----------------------------------------- | --------- | --------- | --- |
| 1  | 16. Juli 2022      | SSV Jahn Regensburg    | Auswärts | Jahnstadion, Regensburg                   | 8.509     | 2:0 (1:0) | 1:0 Mees (1.), 2:0 Albers (67.) |
| 2  | 22. Juli 2022      | SV Sandhausen          | Heim     | Merck-Stadion am Böllenfalltor, Darmstadt | 13.620    | 2:1 (1:1) | 1:0 Manu (9.), 1:1 Schirow (24.), 2:1 Mehlem (55.)                                                                                     |
| 3  | 7. August 2022     | Eintracht Braunschweig | Auswärts | Eintracht-Stadion, Braunschweig           | 16.731    | 0:1 (0:0) | 0:1 Vilhelmsson (86.) |
| 4  | 13. August 2022    | Hansa Rostock          | Heim     | Merck-Stadion am Böllenfalltor, Darmstadt | 14.120    | 4:0 (2:0) | 1:0 Tietz (3.), 2:0 Mehlem (18.), 3:0 Tietz (54.), 4:0 Kempe (74., Elfmeter)                                                           |
| 5  | 19. August 2022    | Hamburger SV           | Auswärts | Volksparkstadion, Hamburg                 | 43.943    | 1:2 (0:2) | 0:1 P. Pfeiffer (4.), 0:2 Tietz (7.), 1:2 Königsdörffer (87.)                                                                          |
| 6  | 27. August 2022    | 1. FC Heidenheim       | Heim     | Merck-Stadion am Böllenfalltor, Darmstadt | 13.280    | 2:2 (1:0) | 1:0 Manu (36.), 1:1 Mainka (70.), 2:1 Ronstadt (76.), 2:2 Kleindienst (82.)                                                            |
| 7  | 4. September 2022  | Arminia Bielefeld      | Heim     | Merck-Stadion am Böllenfalltor, Darmstadt | 13.860    | 1:1 (1:0) | 1:0 Manu (8.), 1:1 Hack (90.+4) |
| 8  | 11. September 2022 | 1. FC Kaiserslautern   | Auswärts | Fritz-Walter-Stadion, Kaiserslautern      | 38.380    | 3:3 (0:1) | 0:1 Kempe (45.+2, Elfmeter), 0:2 Tietz (49.), 1:2 Redondo (74.), 2:2 Wunderlich (77., Elfmeter), 3:2 Redondo (87.), 3:3 Seydel (90.+1) |
| 9  | 17. September 2022 | 1. FC Nürnberg         | Heim     | Merck-Stadion am Böllenfalltor, Darmstadt | 14.500    | 2:0 (2:0) | 1:0 Kempe (8.), 2:0 Tietz (27.) |
| 10 | 30. September 2022 | SC Paderborn 07        | Auswärts | Home-Deluxe-Arena, Paderborn              | 11.238    | 1:2 (1:2) | 1:0 Leipertz (4.), 1:1 Manu (10.), 1:2 Müller (24.)                                                                                    |
| 11 | 8. Oktober 2022    | Fortuna Düsseldorf     | Heim     | Merck-Stadion am Böllenfalltor, Darmstadt | 15.850    | 1:0 (0:0) | 1:0 P. Pfeiffer (73.) |
| 12 | 15. Oktober 2022   | Karlsruher SC          | Auswärts | BBBank Wildpark, Karlsruhe                | 19.391    | 1:2 (1:0) | 1:0 Schleusener (19.), 1:1 P. Pfeiffer (49.), 1:2 Tietz (88.)                                                                          |
| 13 | 21. Oktober 2022   | Holstein Kiel          | Heim     | Merck-Stadion am Böllenfalltor, Darmstadt | 14.650    | 1:1 (0:1) | 0:1 Skrzybski (35.), 1:1 Bader (72.)                                                                                                   |
| 14 | 29. Oktober 2022   | FC St. Pauli           | Auswärts | Millerntor-Stadion, Hamburg-St. Pauli     | 29.546    | 1:1 (0:0) | 0:1 Ronstadt (60.), 1:1 Daschner (69.)                                                                                                 |
| 15 | 4. November 2022   | Hannover 96            | Heim     | Merck-Stadion am Böllenfalltor, Darmstadt | 15.475    | 1:0 (0:0) | 1:0 Mehlem (63.) |
| 16 | 10. November 2022  | 1. FC Magdeburg        | Auswärts | MDCC-Arena, Magdeburg                     | 18.788    | 0:1 (0:0) | 0:1 P. Pfeiffer (78.) |
| 17 | 13. November 2022  | SpVgg Greuther Fürth   | Heim     | Merck-Stadion am Böllenfalltor, Darmstadt | 15.080    | 1:1 (1:1) | 1:0 Karic (2.), 1:1 Michalski (42.) |
| 18 | 28. Januar 2023    | SSV Jahn Regensburg    | Heim     | Merck-Stadion am Böllenfalltor, Darmstadt | 15.798    | 2:0 (2:0) | 1:0 Manu (18.), 2:0 Holland (29.) |
| 19 | 3. Februar 2023    | SV Sandhausen          | Auswärts | BWT-Stadion am Hardtwald, Sandhausen      | 7.254     | 0:4 (0:2) | 0:1 Honsak (6.), 0:2 Honsak (25.), 0:3 Vilhelmsson (55.), 0:4 Karic (89.)                                                              |
| 20 | 12. Februar 2023   | Eintracht Braunschweig | Heim     | Merck-Stadion am Böllenfalltor, Darmstadt | 16.342    | 2:1 (0:0) | 0:1 Wintzheimer (52., Elfmeter), 1:1 Honsak (82.), 2:1 Tietz (90.+1)                                                                   |
| 21 | 18. Februar 2023   | Hansa Rostock          | Auswärts | Ostseestadion, Rostock                    | 25.200    | 0:1 (0:0) | 0:1 Tietz (78.) |
| 22 | 25. Februar 2023   | Hamburger SV           | Heim     | Merck-Stadion am Böllenfalltor, Darmstadt | 16.800    | 1:1 (0:1) | 0:1 Königsdörffer (5.), 1:1 Stojilković (81.)                                                                                          |
| 23 | 4. März 2023       | 1. FC Heidenheim       | Auswärts | Voith-Arena, Heidenheim an der Brenz      | 12.212    | 1:0 (0:0) | 1:0 Beste (89.) |
| 24 | 11. März 2023      | Arminia Bielefeld      | Auswärts | SchücoArena, Bielefeld                    | 18.123    | 3:1 (0:0) | 0:1 Honsak (54.), 1:1 Prietl (72.), 2:1 Kanuric (90.+1), 3:1 Klos (90.+4)                                                              |
| 25 | 18. März 2023      | 1. FC Kaiserslautern   | Heim     | Merck-Stadion am Böllenfalltor, Darmstadt | 17.650    | 2:0 (2:0) | 1:0 Stojilković (36.), 2:0 Stojilković (43.)                                                                                           |
| 26 | 31. März 2023      | 1. FC Nürnberg         | Auswärts | Max-Morlock-Stadion, Nürnberg             | 26.545    | 0:1 (0:1) | 0:1 Schindler (31., Eigentor) |
| 27 | 9. April 2023      | SC Paderborn 07        | Heim     | Merck-Stadion am Böllenfalltor, Darmstadt | 16.674    | 2:1 (1:1) | 1:0 Bader (35.), 1:1 Muslija (44., Elfmeter), 2:1 Manu (59.)                                                                           |
| 28 | 16. April 2023     | Fortuna Düsseldorf     | Auswärts | Merkur Spiel-Arena, Düsseldorf            | 30.179    | 1:0 (0:0) | 1:0 Iyoha (51.) |
| 29 | 21. April 2023     | Karlsruher SC          | Heim     | Merck-Stadion am Böllenfalltor, Darmstadt | 17.650    | 2:1 (1:1) | 0:1 Schleusener (11.), 1:1 Manu (26.), 2:1 Tietz (51.)                                                                                 |
| 30 | 30. April 2023     | Holstein Kiel          | Auswärts | Holstein-Stadion, Kiel                    | 13.296    | 0:3 (0:2) | 0:1 Müller (6.), 0:2 Lorenz (22., Eigentor), 0:3 Tietz (52.)                                                                           |
| 31 | 6. Mai 2023        | FC St. Pauli           | Heim     | Merck-Stadion am Böllenfalltor, Darmstadt | 17.650    | 0:3 (0:1) | 0:1 Dźwigała (45.), 0:2 Saad (57.), 0:3 Otto (85.)                                                                                     |
| 32 | 14. Mai 2023       | Hannover 96            | Auswärts | Heinz-von-Heiden-Arena, Hannover          | 30.000    | 2:1 (2:1) | 1:0 Nielsen (10.), 2:0 Teuchert (31.), 2:1 Tietz (43.)                                                                                 |
| 33 | 19. Mai 2023       | 1. FC Magdeburg        | Heim     | Merck-Stadion am Böllenfalltor, Darmstadt | 17.650    | 1:0 (1:0) | 1:0 Tietz (36.) |
| 34 | 28. Mai 2023       | SpVgg Greuther Fürth   | Auswärts | Sportpark Ronhof, Fürth                   | 14.333    | 4:0 (0:0) | 1:0 Raschl (50.), 2:0 Asta (58.), 3:0 Sieb (71.), 4:0 Green (78.)                                                                      |

### DFB-Pokal
Als Zweitligist war der SV Darmstadt 98 automatisch für den DFB-Pokal 2022/23 qualifiziert und siegte in der 1. Runde gegen den drittklassigen FC Ingolstadt 04 (3:0) sowie in der 2. Runde gegen den Erstligisten Borussia Mönchengladbach (2:1), schied jedoch im Achtelfinale auswärts beim Erstligisten Eintracht Frankfurt (2:4) aus.
| Runde        | Datum            | Gegner                   | Liga des Gegners | Platz    | Ort                                       | Zuschauer | Ergebnis  | Tore                                                                                                   |
| ------------ | ---------------- | ------------------------ | ---------------- | -------- | ----------------------------------------- | --------- | --------- | --- |
| 1. Runde     | 1. August 2022   | FC Ingolstadt 04         | 3. Liga          | Auswärts | Audi-Sportpark, Ingolstadt                | 5.208     | 0:3 (0:2) | 0:1 Tietz (15.), 0:2 Kempe (42., Elfmeter), 0:3 Warming (84.)                                          |
| 2. Runde     | 18. Oktober 2022 | Borussia Mönchengladbach | 1. Bundesliga    | Heim     | Merck-Stadion am Böllenfalltor, Darmstadt | 15.850    | 2:1 (1:0) | 1:0 Tietz (23.), 1:1 Netz (48.), 2:1 Seydel (79.)                                                      |
| Achtelfinale | 7. Februar 2023  | Eintracht Frankfurt      | 1. Bundesliga    | Auswärts | Deutsche Bank Park, Frankfurt am Main     | 49.500    | 4:2 (2:2) | 1:0 Muani (6.), 1:1 Honsak (29.), 1:2 Honsak (31.), 2:2 Borré (44.), 3:2 Kamada (62.), 4:2 Muani (90.) |

### Testspiele
Diese Tabelle führt die ausgetragenen Testspiele des Vereins in der Saison 2022/23 auf. Siege sind grün, Unentschieden sind gelb und Niederlagen sind rot hinterlegt.
| Datum              | Gegner                | Liga des Gegners                   | Platz    | Ort                                              | Zuschauer | Ergebnis  | Tore |
| ------------------ | --------------------- | ---------------------------------- | -------- | ------------------------------------------------ | --------- | --------- | --- |
| 18. Juni 2022      | Rot-Weiß Darmstadt    | Verbandsliga Hessen Süd (VI.)      | Auswärts | Waldsportpark, Darmstadt                         | 1.250     | 0:7 (0:2) | 0:1 Schnellhardt (24.), 0:2 Tietz (38., Elfmeter), 0:3 Sesay (53.), 0:4 Mehlem (58.), 0:5 Sesay (59.), 0:6 Sesay (62.), 0:7 Toch (53.)                                             |
| 19. Juni 2022      | TSV Langstadt 1909    | Gruppenliga Darmstadt (VII.)       | Auswärts | Sportanlage Forsthausstraße, Langstadt           | 700       | 1:9 (1:5) | 0:1 Leipold (2.), 0:2 Bader (10.), 0:3 Bader (15.), 0:4 Bader (32.), 1:4 Heßler (36.), 1:5 Tietz (44.), 1:6 Sesay (62.), 1:7 Torsiello (65.), 1:8 Torsiello (73.), 1:9 Karic (90.) |
| 24. Juni 2022      | SC Viktoria Griesheim | Hessenliga (V.)                    | Auswärts | Stadion am Hegelsberg, Griesheim                 | 1.000     | 0:8 (0:3) | 0:1 Schnellhardt (10.), 0:2 Tietz (32.), 0:3 Tietz (40.), 0:4 Leipold (46.), 0:5 Kempe (48., Elfmeter), 0:6 Torsiello (67.), 0:7 Torsiello (75.), 0:8 Sesay (79.)                  |
| 28. Juni 2022      | SV Elversberg         | 3. Liga                            | Heim     | Trainingsplatz 4 am Böllenfalltor, Darmstadt     | 500       | 1:1 (0:0) | 1:0 Mehlem (59.), 1:1 Schnellbacher (81.) |
| 9. Juli 2022       | SpVgg Bayreuth        | 3. Liga                            | Heim     | Merck-Stadion am Böllenfalltor, Darmstadt        | 3.000     | 4:1 1     | 1:0 Mehlem (22.), 2:0 Tietz (55.), 3:0 Manu (62.), 4:0 Warming (85.), 4:1 Zejnullahu (103.)                                                                                        |
| 22. September 2022 | SV Wehen Wiesbaden    | 3. Liga                            | Auswärts | Trainingsgelände, Wiesbaden                      | 600       | 4:4 (1:2) | 1:0 Brumme (22.), 1:1 Warming (38.), 1:2 Honsak (42.), 1:3 Müller (49.), 2:3 Hollerbach (73.), 3:3 Reinthaler (75.), 3:4 Honsak (78.), 4:4 Ouarti (87.)                            |
| 10. Dezember 2022  | SV Morlautern         | Oberliga Rheinland-Pfalz/Saar (V.) | Heim     | Trainingsplatz 4 am Böllenfalltor, Darmstadt     | 300       | 3:0 (2:0) | 1:0 Mehlem (9.), 2:0 Sonn (26.), 3:0 Bennetts (85.) |
| 17. Dezember 2022  | BSC Young Boys        | Super League (I.)                  | Heim     | Merck-Stadion am Böllenfalltor, Darmstadt        | 10.000    | 2:0 (2:0) | 1:0 Tietz (25.), 2:0 Tietz (44.) |
| 7. Januar 2023     | SV Wehen Wiesbaden    | 3. Liga                            | Neutral  | Oliva Nova Golf & Beach Resort, Oliva (Valencia) | 200       | 1:1 (0:0) | 0:1 Jacobsen (48.), 1:1 Manu (54.) |
| 13. Januar 2023    | CFR Cluj              | Liga 1 (I.)                        | Neutral  | Oliva Nova Golf & Beach Resort, Oliva (Valencia) | 150       | 1:0 (0:0) | 1:0 Ronstadt (71.) |
| 21. Januar 2023    | FC Wil                | Challenge League (II.)             | Heim     | Merck-Stadion am Böllenfalltor, Darmstadt        | 1.000     | 1:0 (1:0) | 1:0 Vilhelmsson (14.) |
| 23. März 2023      | SV Sandhausen         | 2. Bundesliga                      | Heim     | Merck-Stadion am Böllenfalltor, Darmstadt        | 815       | 1:1 (0:0) | 0:1 Bennetts (58., Eigentor), 1:1 Bader (76.) |

## Saisonverlauf
| Spieltag | 1  | 2  | 3 | 4 | 5 | 6 | 7 | 8 | 9 | 10 | 11 | 12 | 13 | 14 | 15 | 16 | 17 | 18 | 19 | 20 | 21 | 22 | 23 | 24 | 25 | 26 | 27 | 28 | 29 | 30 | 31 | 32 | 33 | 34 |
| -------- | -- | -- | - | - | - | - | - | - | - | -- | -- | -- | -- | -- | -- | -- | -- | -- | -- | -- | -- | -- | -- | -- | -- | -- | -- | -- | -- | -- | -- | -- | -- | -- |
| Spielort | A  | H  | A | H | A | H | H | A | H | A  | H  | A  | H  | A  | H  | A  | H  | H  | A  | H  | A  | H  | A  | A  | H  | A  | H  | A  | H  | A  | H  | A  | H  | A  |
| Resultat | N  | S  | S | S | S | U | U | U | S | S  | S  | S  | U  | U  | S  | S  | U  | S  | S  | S  | S  | U  | N  | N  | S  | S  | S  | N  | S  | S  | N  | N  | S  | N  |
| Platz    | 16 | 12 | 9 | 3 | 2 | 2 | 4 | 4 | 3 | 2  | 2  | 1  | 1  | 1  | 1  | 1  | 1  | 1  | 1  | 1  | 1  | 1  | 1  | 1  | 1  | 1  | 1  | 1  | 1  | 1  | 1  | 1  | 1  | 2  |

Legende: Spielort: H = Heim; A = Auswärts. Resultat: S = Sieg; U = Unentschieden; N = Niederlage

## Abschlusstabelle
| Pl. | Verein                     | Sp. | S  | U  | N  | Tore    | Diff. | Punkte | Anm. |
| --- | -------------------------- | --- | -- | -- | -- | ------- | ----- | ------ | ---- |
| 1.  | 1. FC Heidenheim           | 34  | 19 | 10 | 5  | 067:360 | +31   | 67     | ▲    |
| 2.  | SV Darmstadt 98            | 34  | 20 | 7  | 7  | 050:330 | +17   | 67     | ▲    |
| 3.  | Hamburger SV (R↑)          | 34  | 20 | 6  | 8  | 070:450 | +25   | 66     | ( ▲) |
| 4.  | Fortuna Düsseldorf         | 34  | 17 | 7  | 10 | 060:430 | +17   | 58     |      |
| 5.  | FC St. Pauli               | 34  | 16 | 10 | 8  | 055:390 | +16   | 58     |      |
| 6.  | SC Paderborn 07            | 34  | 16 | 7  | 11 | 068:440 | +24   | 55     |      |
| 7.  | Karlsruher SC              | 34  | 13 | 7  | 14 | 056:530 | +3    | 46     |      |
| 8.  | Holstein Kiel              | 34  | 12 | 10 | 12 | 058:610 | −3    | 46     |      |
| 9.  | 1. FC Kaiserslautern (N)   | 34  | 11 | 12 | 11 | 047:480 | −1    | 45     |      |
| 10. | Hannover 96                | 34  | 12 | 8  | 14 | 050:550 | −5    | 44     |      |
| 11. | 1. FC Magdeburg (N)        | 34  | 12 | 7  | 15 | 048:550 | −7    | 43     |      |
| 12. | SpVgg Greuther Fürth (A)   | 34  | 10 | 11 | 13 | 047:500 | −3    | 41     |      |
| 13. | Hansa Rostock              | 34  | 12 | 5  | 17 | 032:480 | −16   | 41     |      |
| 14. | 1. FC Nürnberg             | 34  | 10 | 9  | 15 | 032:490 | −17   | 39     |      |
| 15. | Eintracht Braunschweig (N) | 34  | 9  | 9  | 16 | 042:590 | −17   | 36     |      |
| 16. | Arminia Bielefeld (A)      | 34  | 9  | 7  | 18 | 050:620 | −12   | 34     | ( ▼) |
| 17. | SSV Jahn Regensburg        | 34  | 8  | 7  | 19 | 034:580 | −24   | 31     | ▼    |
| 18. | SV Sandhausen              | 34  | 7  | 7  | 20 | 035:630 | −28   | 28     | ▼    |

|                         |                                                                                                |
| Zum Saisonende 2021/22: |                                                                                                |
| (A)                     | Absteiger aus der Bundesliga:                                                                  |
| (R↑)                    | Verlierer der Relegation zur Bundesliga:                                                       |
| (N)                     | Neuling, Aufsteiger aus der 3. Liga:                                                           |
| Zum Saisonende 2022/23: |                                                                                                |
| ▲                       | Aufstieg in die Bundesliga 2023/24                                                             |
| ( ▲)                    | Teilnahme an den Relegationsspielen gegen den 16. der Bundesliga 2022/23 (VfB Stuttgart)       |
| ( ▼)                    | Teilnahme an den Relegationsspielen gegen den Vierten der 3. Liga 2022/23 (SV Wehen Wiesbaden) |
| ▼                       | Abstieg in die 3. Liga 2023/24                                                                 |

## Zuschauerzahlen
Folgende Tabelle bietet einen Vergleich der Zuschauerzahlen der Heim- und Auswärtsspiele des SV Darmstadt 98 im Ligabetrieb dieser Saison. Die Vereine sind nach Austragungsreihenfolge der Heimspiele nach Spieltag sortiert.
| Gegner in Heimspielreihenfolge | Heimspiel | Auswärtsspiel | Austragungsort beim Auswärtsspiel                     |
| ------------------------------ | --------- | ------------- | ----------------------------------------------------- |
| 1. SV Sandhausen               | 13.620    | 07.254        | BWT-Stadion am Hardtwald, Sandhausen                  |
| 2. Hansa Rostock               | 14.120    | 25.200        | Ostseestadion, Rostock                                |
| 3. 1. FC Heidenheim            | 13.280    | 12.212        | Voith-Arena, Heidenheim an der Brenz                  |
| 4. Arminia Bielefeld           | 13.860    | 18.123        | SchücoArena, Bielefeld                                |
| 5. 1. FC Nürnberg              | 14.500    | 26.545        | Max-Morlock-Stadion, Nürnberg                         |
| 6. Fortuna Düsseldorf          | 15.850    | 30.179        | Merkur Spiel-Arena, Düsseldorf                        |
| 7. Holstein Kiel               | 14.650    | 13.296        | Holstein-Stadion, Kiel                                |
| 8. Hannover 96                 | 15.475    | 30.000        | Heinz-von-Heiden-Arena, Hannover                      |
| 9. SpVgg Greuther Fürth        | 15.080    | 14.333        | Sportpark Ronhof, Fürth                               |
| 10. SSV Jahn Regensburg        | 15.798    | 08.509        | Jahnstadion, Regensburg                               |
| 11. Eintracht Braunschweig     | 16.342    | 16.731        | Eintracht-Stadion, Braunschweig                       |
| 12. Hamburger SV               | 16.800    | 43.943        | Volksparkstadion, Hamburg                             |
| 13. 1. FC Kaiserslautern       | 17.650    | 38.380        | Fritz-Walter-Stadion, Kaiserslautern                  |
| 14. SC Paderborn 07            | 16.674    | 11.238        | Home-Deluxe-Arena, Paderborn                          |
| 15. Karlsruher SC              | 17.650    | 19.391        | BBBank Wildpark, Karlsruhe                            |
| 16. FC St. Pauli               | 17.650    | 29.546        | Millerntor-Stadion, Hamburg-St. Pauli                 |
| 17. 1. FC Magdeburg            | 17.650    | 18.788        | MDCC-Arena, Magdeburg                                 |
| Im Schnitt:                    | 15.685    | 21.392        | Heimspiele: Merck-Stadion am Böllenfalltor, Darmstadt |